# Britisk minister for Skotland
Britisk minister for Skotland (engelsk: Her Majesty's Principal Secretary of State for Scotland, skotsk gælisk: Rùnaire Stàite na h-Alba, skotsk: Secretar o State for Scotland) er post, der blev oprettet i 1707. Ministerposten har været nedlagt flere gange, men posten er hver gang blevet genoprettet. 

## Ministre for Skotland
- Archibald Philip Primrose, 5. jarl af Rosebery (maj–juni 1945)
- sir Malcolm Rifkind (1986–1990)
- John Reid, baron Reid af Cardowan (1999–2001)
- Alistair Darling, baron Darling af Roulanish (2003–2006 )
- Jim Murphy (2008–2010 )
- Danny Alexander (maj 2010)
- Michael Moore (2010–2013)
- Alistair Carmichael (2013–2015)
- David Mundell (2015–2019)
- Alister Jack (2019– )